# Hydroporus kraatzii
Hydroporus kraatzii är en skalbaggsart som beskrevs av Hermann Rudolph Schaum 1868. Hydroporus kraatzii ingår i släktet Hydroporus och familjen dykare. Arten har ej påträffats i Sverige. Inga underarter finns listade i Catalogue of Life.